# ツール・ド・フランス1965
| 第52回 ツール・ド・フランス 1965 |                                          |
| 全行程                           | 22区間、4177km                           |
| 総合優勝                         | フェリーチェ・ジモンディ 116時間42分06秒 |
| 2位                              | レイモン・プリドール +2分40秒            |
| 3位                              | ジャンニ・モッタ +9分18秒                |
| 4位                              | アンリ・アングラード +12分43秒           |
| 5位                              | ジャンクロード・ルボーベ +12分56秒       |
| ポイント賞                       | ヤン・ヤンセン 144ポイント               |
| 2位                              | ギド・レイブローク 130ポイント           |
| 3位                              | フェリーチェ・ジモンディ 124ポイント     |
| 山岳賞                           | フリオ・ヒメネス 133ポイント             |
| 2位                              | フラン・ブランド 73ポイント              |
| 3位                              | ジョアキン・ガレラ 68ポイント            |

ツール・ド・フランス1965は、ツール・ド・フランスとしては52回目の大会。1965年6月22日から7月14日まで、全22ステージで行われた。

## アンクティルが不参加
史上初の総合4連覇を達成したジャック・アンクティルが、故障したというわけではないにもかかわらず不参加となり、戦わずしてツール5連覇の夢が潰えた。これには次のような理由が挙げられていると言われる。
まず4連覇を果たしたとはいえ、アンクティルの戦い方というのはタイムトライアルで一気に力の違いを見せ付けるものの、山岳では確かに区間優勝を果たしたことがあったとはいえ、自らアタックをかけるような走りは見せず、主にクライマーの力を借りて上位に食い込んでいた形が多かった。また序盤の平地区間では様子を見るようなレースが多かった。
先にツール3連覇を果たしたルイゾン・ボベの場合は逆に、山岳コースで一気にライバルたちを蹴落とす形のレースを行っていた。フランス国中から、アンクティルの戦い方に非難が集中。マスコミも徹底的にアンクティルを批判した（一方、フランス国内においてはレイモン・プリドールのほうが絶大なる人気を博していた）。
またこうした世論の流れに対してアンクティル自身も走る気が起こらなくなっていったという。そのため不参加になったと考えられている。

## レース概要
第3ステージのルーベ・ローアン間、240kmの区間において、この年プロ入りしたばかりのフェリーチェ・ジモンディが快勝し、マイヨジョーヌを奪取。第5ステージの個人タイムトライアルにおいてもジモンディは区間優勝のプリドールに7秒差の2位に食い込み、マイヨをキープした。しかし第7ステージにおいて、ベルナール・バンデケルクホーフらの集団アタックが見事に決まり、ジモンディは区間優勝のエドワール・セル、バンデケルクホーフらに4分30秒の差をつけられる。またバンデケルクホーフにマイヨを奪われ、総合4位に後退した。
第9ステージからはピレネー越えステージが始まった。ジモンディは区間優勝を果たしたフリオ・ヒメネスらの快走に苦しみながらも4分5秒差の区間6位にまとめ、13分3秒差をつけられ、区間32位の大敗を喫したバンデケルクホーフからマイヨを奪取した。そして総合2位には、今大会大本命と目されるプリドールが3分12秒差で続く。なお、山岳王（キングオブマウンテン）として名高く、ツールでも毎年山岳コースでは獅子奮迅の活躍を続けてきたフェデリコ・バーモンテスが第10ステージで早くも棄権した。
第14ステージ、モン・ヴァントゥがゴールの今大会中盤戦の最大のヤマ場となったが、プリドールが見事な走りを見せて区間優勝。総合でもジモンディに34秒差まで迫ってきた。そしてアルプス越えステージでもジモンディ、プリドールは相譲らずの状況が続くが、第18ステージの山岳個人タイムトライアルが今大会の総合優勝争いの趨勢を大きく決めることとなる。ジモンディがプリドールを37秒差下し、総合でも1分12秒差に広げたことから、にわかにジモンディの総合優勝の期待が大きくなった。
勝負は最終22ステージの個人タイムトライアルに持ち越されたが、ここでもジモンディがプリドールを1分8秒差つけ、ついに総合優勝を果たした。ジモンディがツールで総合優勝を果たしたのはこの年だけだが、その後ジロ・デ・イタリアを3回、ブエルタ・ア・エスパーニャを1回制し、ジャック・アンクティルについで史上2人目のグランツール全総合優勝達成者となった。
ちなみにジモンディの総合優勝が決まった瞬間、イタリア国内全体が大きな歓喜に包まれたという。

## 総合成績
| 順位 | 選手名                   | 国籍     | チーム            | 時間      |
| ---- | ------------------------ | -------- | ----------------- | --------- |
| 1    | フェリーチェ・ジモンディ | イタリア | サルヴァラニ      | 116:42:06 |
| 2    | レイモン・プリドール     | フランス | メルシェ-BP       | + 0:02:40 |
| 3    | ジャンニ・モッタ         | イタリア | モルテニ          | + 0:09:18 |
| 4    | アンリ・アングラード     | フランス | ペルフォース      | + 0:12:43 |
| 5    | ジャンクロード・ルボーブ | フランス | フォード-フランス | + 0:12:56 |
| 6    | ホセ・ペレスフランセス   | スペイン |                   | + 0:13:15 |
| 7    | ギド・デロッソ           | イタリア |                   | + 0:14:48 |
| 8    | フラン・ブランド         | ベルギー |                   | + 0:17:36 |
| 9    | ヤン・ヤンセン           | オランダ |                   | + 0:17:52 |
| 10   | フランシスコ・ガビーカ   | スペイン |                   | + 0:19:11 |

### マイヨ・ジョーヌ保持者
| 選手名                         | 国籍     | 首位区間          |
| ------------------------------ | -------- | ----------------- |
| リック・ファン・ローイ         | ベルギー | 第1(a)-第1(b)     |
| ベルナール・バンデケルクホーフ | ベルギー | 第2、第7-第8      |
| フェリーチェ・ジモンディ       | イタリア | 第3-第6、第9-最終 |